# Atriplex farinosa
Atriplex farinosa är en amarantväxtart som beskrevs av Horace Bénédict Alfred Moquin-Tandon. Atriplex farinosa ingår i släktet fetmållor, och familjen amarantväxter.

## Underarter
Arten delas in i följande underarter:
- A. f. farinosa
- A. f. keniensis
- A. f. keniensis